# Amiante (bande dessinée)
Pour les articles homonymes, voir Amiante (homonymie).
Amiante est une série de bande dessinée fantastique française écrite par Caza et dessinée par Patrick Lemordan, qui la met également en couleurs. Ses quatre volumes ont été publiés par Soleil entre 1993 et 1997.

## Albums
- Soleil Productions, collection « Soleil de nuit » :

1. La Cité perdue de Kroshmargh, 1993  (ISBN 2-87764-146-5).
2. L'Île du géant triste, 1994  (ISBN 2-87764-223-2).
3. Le Labyrinthe de la lune pâle, 1995  (ISBN 2-87764-370-0).
4. La Clef de pierre-étoile, 1997  (ISBN 2-87764-583-5).

- Amiante (recueil des t. 1 à 3), Soleil, coll. « Soleil de nuit », 1996  (ISBN 2-87764-572-X).